# 1933 في نيوزيلندا
فيما يلي قوائم الأحداث التي وقعت خلال عام 1933 في نيوزيلندا.

## رياضة
- 1 يناير – كأس نيوزيلندا 1933 الفائز Ponsonby AFC [الإنجليزية]‏.

## تعداد السكان
- عدد السكان المقدر في 31 ديسمبر 1933: 1,547,100.[1]
- الزيادة منذ 31 ديسمبر 1932 السابق: 12,40012 (0.81%).نص الصفحة.[1]
- الذكور لكل 100 أنثى: 103.4.[1]

## مواليد

### يناير
- 4 يناير – ديزموند ديغبي رسام نيوزيلندي.
- 5 يناير – آرشي كوري

### فبراير
- 21 فبراير – ارين كوبر سياسي نيوزيلندي.

### مارس
- 10 مارس – باتريسيا بيرجكويست
- 31 مارس – جون س. بوتشر

### أبريل
- 5 أبريل – برايان إلوود

### مايو
- 10 مايو – باري سميث كاتب نيوزيلندي.
- 15 مايو – ميخائيل دين مقدم تلفزيوني نيوزيلندي.

### يونيو
- 1 يونيو – يان سنكلير لاعب كركيت نيوزيلندي.
- 8 يونيو – بيتر لوكاس مُجدّف نيوزيلندي.

### يوليو
- 27 يوليو – روجر هاريس لاعب كركيت نيوزيلندي.

### أغسطس
- 21 أغسطس – دون مكلارين

### سبتمبر
- 26 سبتمبر – مالكوم سيمبسون دراج نيوزيلندي.

### أكتوبر
- 27 أكتوبر – إيرل ولز متسابق يخت نيوزيلندي.
- 31 أكتوبر – جون بوكستون لاعب رغبي نيوزيلندي.

### نوفمبر
- 1 نوفمبر – دينيس هانراهان قس نيوزيلندي.
- 29 نوفمبر – ويلف مالكولم رياضياتي نيوزيلندي.

### ديسمبر
- 26 ديسمبر – كيث باتلر لاعب كريكت نيوزلندي.

## وفيات

### يناير
- 16 يناير – جون بيرت (مواليد 1874) لاعب كركيت نيوزيلندي.

### مارس
- 29 مارس – هارولد توماس (مواليد 1909) ملاكم نيوزيلندي.

### أبريل
- 7 أبريل – ألفريد دنلوب (مواليد 1875) لاعب كرة مضرب أسترالي.

### يوليو
- 7 يوليو – نيل فين (مواليد 1904) لاعب كرة قاعدة من الولايات المتحدة الأمريكية.

### أكتوبر
- 23 أكتوبر – بيرت لوي (مواليد 1912) ملاكم نيوزيلندي.